# New Norfolk
New Norfolk (5 230 habitants) est une ville située au sud-est de la Tasmanie, en Australie sur le bord de la Derwent River et sur la Lyell Highway.
La ville est à 32 km au nord-ouest de Hobart.
La ville doit son nom à l'île Norfolk d'où furent retransférés les premiers habitants.

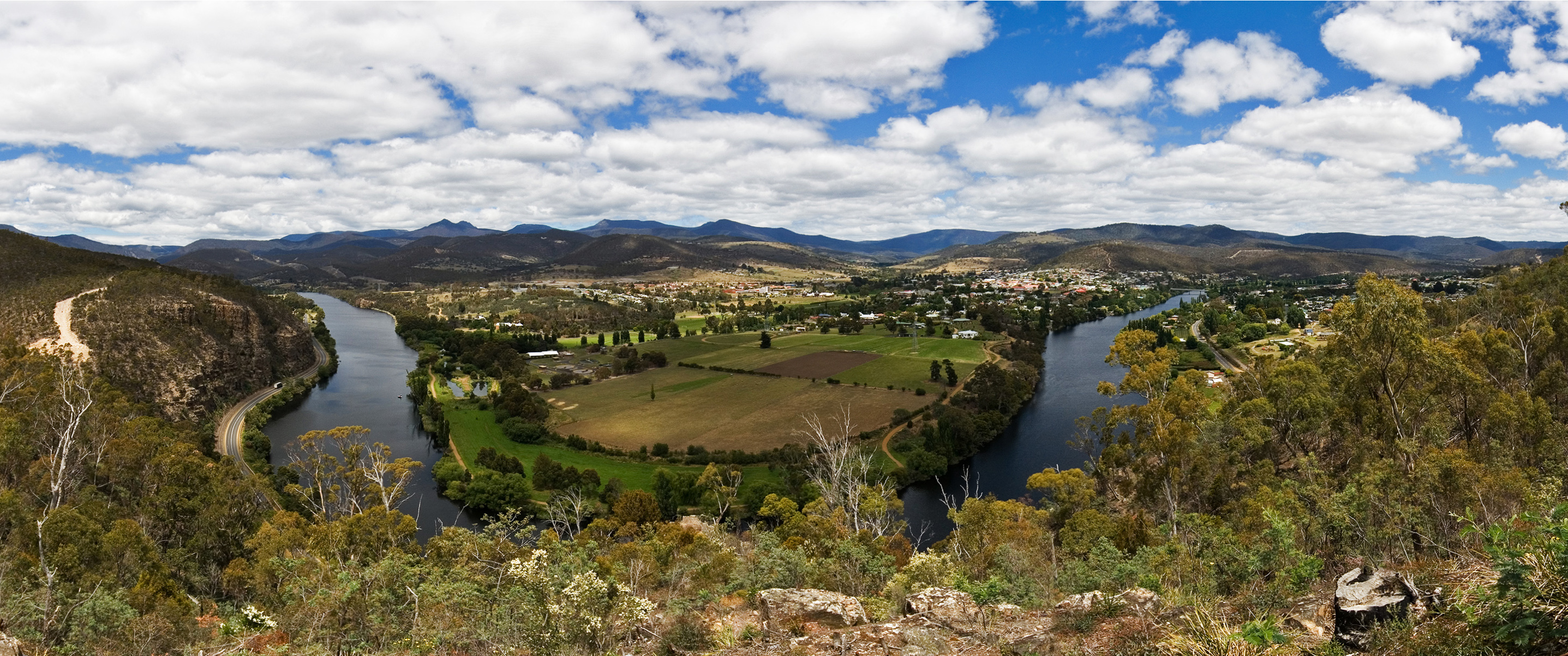
New Norfolk